# Cantone di Marchiennes
Il Cantone di Marchiennes era una divisione amministrativa dell'arrondissement di Douai.
È stato soppresso a seguito della riforma complessiva dei cantoni del 2014, che è entrata in vigore con le elezioni dipartimentali del 2015.
Comprendeva i comuni di:
- Bouvignies
- Bruille-lez-Marchiennes
- Erre
- Fenain
- Hornaing
- Marchiennes
- Pecquencourt
- Rieulay
- Somain
- Tilloy-lez-Marchiennes
- Vred
- Wandignies-Hamage
- Warlaing